# Jinbōchō
Kanda-Jinbōchō (神田神保町?), o più semplicemente Jinbōchō o Jimbōchō (神保町?), è un distretto di Chiyoda, Tokyo, in Giappone. Il centro di Jinbōchō si trova all'incrocio tra Yasukuni-dōri e Hakusan-dōri, in prossimità dell'omonima stazione di Jinbōchō, tra la Tokyo Metro Linea Hanzōmon, la Toei Linea Mita e la Toei Linea Shinjuku. È uno dei distretti che fanno parte dell'area di Kanda, e ospita numerosi negozi di libri a basso costo e di articoli sportivi.

## Storia
Tra il 1870 e il 1880 tre delle più prestigiose università giapponesi, la Meiji, la Chūō e la Nihon, iniziarono le loro attività a Jinbōchō, permettendo a librerie e negozi di libri usati di prosperare nella zona.
Nel 1913 gran parte della zona fu rasa al suolo da un incendio che distrusse più di quattromila edifici e una parte del vicino Palazzo imperiale. Sulle sue ceneri un professore universitario, Shigeo Iwanami, aprì una libreria che crebbe fino a diventare l'attuale Iwanami Shoten, una delle maggiori case editrici del Giappone. In seguito altre case editrici sorsero nella zona, e Jinbōchō divenne luogo di ritrovo di autori, studenti universitari e intellettuali.

## Monumenti e luoghi d'interesse
Jinbōchō deve la sua fama alle numerose librerie presenti all'interno della sua area, ed è considerato il più importante distretto di Tokyo sotto questo aspetto. Nei numerosi negozi di libri delle sue vie è possibile trovare libri usati a basso costo, libri rari o da collezione. La maggior parte di questi sono in lingua giapponese, ma alcune librerie sono fornite anche di opere in lingue straniera, soprattutto in inglese. A ottobre si tiene ogni anno un festival del libro, durante il quale i vari negozi allestiscono delle bancarelle per le strade del quartiere. Jinbōchō è sede della Literature Preservation Society e del Tokyo Book Binding Club, oltre a essere a poca distanza da numerose università quali la Meiji, la Hōsei, la Nihon, la Senshū e la Juntendō.
Jinbōchō è anche uno dei maggiori distretti dello shopping specializzato in articoli sportivi. Vi sono più di cinquanta negozi che trattano articoli quali attrezzature da sci o per snowboard. Tra le vie di Jinbōchō è possibile trovare inoltre numerosi ristoranti o locande che servono pietanze a basso costo.